# Halle Berry
Halle Berry (izg. ˈhæli ˈbɛri), ameriška filmska
in televizijska igralka ter bivši fotomodel, * 14. avgust 1966, Cleveland, Ohio, Združene države Amerike.
Halle Berry je v svoji igralski karieri prejela nagrade, kot so emmy, zlati globus, Screen Actors Guild Award in NAACP Image Award za film Introducing Dorothy Dandridge ter oskarja in nominacijo za nagrado BAFTA leta 2001 za svoj nastop v filmu Bal smrti, s čimer je postala prva in do leta 2009 tudi ostala edina afro-ameriška ženska, ki je dobila oskarja v kategoriji za »najboljšo igralko«. Je ena izmed najbolje plačanih igralk v Hollywoodu in govornica za podjetje Revlon. Vpletena je bila tudi v produkcijsko stran mnogih filmov.
Preden je postala igralka, se je Halle Berry udeležila mnogih lepotnih tekmovanj in se potegovala za naslov Miss Združenih držav Amerike (1986) in dosegla šesto mesto na tekmovanju »Miss svetovnih naslovnic« leta 1986. Svoj preboj v igralski karieri je doživela leta 1991 s filmom Vročica džungle. Kasneje je dobila vloge v filmih, kot so Kremenčkovi (1994), Bulworth (1998), Možje X (2000) in nadaljevanja omenjenega filma, kot Bondovo dekle Jinx pa je zaigrala v filmu 007 - Umri kdaj drugič (2002). Leta 2005 je za film Catwoman prejela tudi nagrado Zlata malina v kategoriji za »najslabšo igralko« ter osebno sprejela nagrado.

## Zgodnje življenje
Halle Berry se je rodila kot Maria Halle Berry, čeprav je bilo njeno ime uradno spremenjeno v Halle Maria Berry leta 1971. Njena starša sta njeno srednje ime izbrala v čast trgovini Halle's Department Store, ki je bila v času njenega rojstva lokalni mejnik njenega rojstnega mesta, Clevelanda, Ohio, Združene države Amerike. Njena mama, Judith Ann Berry (rojena Hawkins), sicer bele kavzaijske rase, je bila medicinska sestra v psihiatrični bolnišnici. Njen oče, Jerome Jesse Berry, je bil afro-ameriški bolnišnični spremljevalec v istem psihiatričnem oddelku, kjer je delala njena mama, kasneje pa je postal voznik avtobusa. Njena babica, Nellie Dicken, se je rodila v Sawleyju, Derbyshire, Anglija, medtem ko je bil njen dedek, Earl Ellsworth Hawkins, rojen v Ohiu. Starši Halle Berry so se ločili, ko je bila ona stara štiri leta; njo in njeno sestro Heidi je vzgajala izključno mama. V objavljenih poročilih je Halle Berry dejala, da se je odtujila od svojega očeta in da je tako že vse od njenega otroštva, leta 1992 pa je povedala: »Nisem ga videla že vse [odkar je odšel]. Morda sploh ni več živ.«
Halle Berry je srednjo šolo končala med šolanjem na šoli Bedford High School, pa čeprav je v tistem času že delala na otroškem oddelku trgovine Higbee's. V osemdesetih letih dvajsetega stoletja se je udeležila mnogih lepotnih tekmovanj in zmagala na tekmovanju »vseameriška najstniška miss« leta 1985 ter dobila naslov »miss Ohio ZDA« leta 1986. V letu 1986 je bila glavna tekmica Christy Fichtner iz Teksasa na tekmovanju za »miss Združenih držav Amerike«. Za tekmovanje je v intervjuju leta 1986 povedala, da bi v prihodnosti rada postala ustvarjalka ali imela opravka z mediji, njenemu intervjuju pa so sodniki lepotnega tekmovanja dodelili največ točk. Bila je prva afro-američanka, ki se je udeležila tekmovanja za miss sveta, kjer je končala na šestem mestu, za miss sveta pa je bila okronana Trinidad and Tobagova Giselle Laronde.
Leta 1989 je med snemanjem kratke televizijske serije v živo, imenovane Living Dolls, Halle Berry padla v komo in prejela diagnozo, v kateri se je razkrilo, da ima sladkorno bolezen tipa 1.

## Igralska kariera

### Začetek (1985–1994)
V poznih osemdesetih letih dvajsetega stoletja se je Halle Berry preselila v Illinois, da bi se osredotočila na svojo kariero fotomodela in hkrati začela graditi tudi na svoji igralski karieri. Eden izmed njenih prvih projektov je bila televizijska serija produkcijskega podjetja Gordon Lake Productions, imenovana Chicago Force. V letu 1989 je Halle Berry dobila vlogo Emily Franklin v kratki ABC-jevi seriji v živo, imenovani Living Dolls (verzija serije Who's the Boss?). Odšla je tudi na avdicijo za stransko vlogo v uspešni televizijski seriji Knots Landing, ki jo je tudi dobila. Leta 1992 je dobila vlogo simpatije R. Kellyja v videospotu za njegov prvi uspešni singl, »Honey Love«.
Prvi filmski Halle Berry je bil film Spikea Leeja, Vročica džungle, kjer je imela vlogo od drog zasvojene ženske, imenovane Vivian. Svojo prvo stransko vlogo je dobila, ko je zaigrala v filmu Strictly Business. Leta 1992 je Halle Berry upodobila poslovno žensko, ki se je zaljubila v lik Eddieja Murphyja v romantični komediji Boomerang. Istega leta je pozornost javnosti dobila pozornost kot svojeglava služkinja v televizijski upodobitvi filma Queen: The Story of an American Family, ki je temeljil na romanu pisatelja Alexa Haleyja. Halle Berry je zaigrala »Sharon Stone«, podlo tajnico, ki je zapeljala Freda Kremenčka, v filmu Kremenčkovi.

### Preusmeritev k resnejšim vlogam (1995–2001)
Halle Berry se je, ko je leta 1995 zaigrala bivšo odvisnico od drog, ki se bori za skrbništvo nad svojim sinom v filmu Zbogom, sinko poleg Jessice Lange, preusmerila k resnejšim vlogam. Upodobila je lik Sandre Beecher v filmu Race the Sun (1996), ki je temeljil na resnični zgodbi ter poleg Kurta Russella zaigrala v filmu Kritična točka. Od leta 1996 dalje je govornica za Revlon, po sedmih letih sodelovanja z njimi pa je leta 2004 obnovila pogodbo.
Leta 1998 je bila Halle Berry pohvaljena za svoj nastop v filmu Bulworth, kjer je zaigrala inteligentno žensko, ki sta jo vzgojila aktivista, ki politikom (Warren Beatty) predlagata nov način življenja. Istega leta je upodobila pevko Zolo Taylor, eno izmed treh žena pop pevca Frankieja Lymona, v biografskem filmu Why Do Fools Fall in Love. V letu 1999 je v HBO-jevem biografskem filmu z naslovom Introducing Dorothy Dandridge upodobila prvo žensko afro-ameriško igralko, ki je prejela nominacijo za oskarja v kategoriji za »najboljšo igralko«. Njen nastop je pritegnil veliko pozornosti, zanj pa je bila nagrajena z mnogimi nagradami, med drugim tudi za emmyja in zlati globus.
Leta 2001 je Halle Berry upodobila Leticio Musgrove, ženo izvršnega morilca, v filmu Bal smrti. Njen nastop so nagradili z nagradami, kot sta National Board of Review Award in Screen Actors Guild Awards in, po zanimivem naključju, je postala tudi prva afro-ameriška ženska, kar jih je kdaj prejelo oskarja v kategoriji za »najboljšo igralko« (malo pred tem je upodobila Dorothy Dandridge, prvo afro-ameriško žensko, ki je prejela nominacijo za oskarja v kategoriji za »najboljšo igralko«). Revija NAACP je objavila izjavo: »Čestitke Halle Berry in Denzelu Washingtonu, ki sta nam dala upanje in nas naredila ponosne. Če je to znak, da je Hollywood končno pripravljen dati priložnost in dobre ocene igralkam zaradi njihovih sposobnosti in ne njihove barve polti, potem je to dobra stvar.« Njena vloga je bila tudi kritizirana zaradi kontroverzosti. Ljubezenske scene njenega lika, v katerih se Halle Berry pojavi gola z rasističnim likom, ki ga je odigral njen soigralec Billy Bob Thornton, so postale predmet večine medijskih klepetov in pogovor veliko afro-ameriških ljudi. Nekaj Afro-američanov je Halle Berry kritiziralo, ker je sploh sprejela takšno vlogo. Halle Berry se je na te kritike odzvala z izjavo: »Ne vidim razloga, zaradi katerega bi morala še kdaj iti tako daleč. To je bil edinstven film. Ta prizor je bil poseben in pomemben in moral je biti tam in moral bi biti res poseben scenarij, da bi od mene še enkrat lahko zahtevali kaj takšnega.«
Po tem, ko je dobila oskarja, je Halle Berry prosila za višje mesto pri oglaševanju podjetja Revlon in Ron Perelman, vodja kozmetičnega podjetja, ji je čestital za njen dosežek ter ji povedal, da je zelo vesel, ker še vedno sodeluje z njegovim podjetjem, na kar mu je odgovorila: »Seveda mi boste morali plačati več.« Ron Perelman je zaradi tega po poročilih postal besen. Njena zmaga na oskarjih je pripeljala do dveh slavnih »oskarjevskih trenutkov«. Prvi trenutek je bil trenutek, ko je sprejela nagrado in v svojem zahvalnem pohvalila vse igralke črne polti, ki niso imele priložnosti dobiti oskarja. Dejala je: »Ta trenutek je veliko večji, kot sem jaz sama. To je za vsako brezimno, brezobrazno žensko s črno poltjo, ki ima od te noči dalje priložnost, saj so se ta vrata odprla.« Leto dni kasneje, ko je na podelitvi oskarjev predstavljala kategorijo »najboljši igralec,« je prejemnik nagrade, Adrien Brody, stekel z odra in jo, namesto da bi ji dal standrdni poljub na lice, poljubil na ustnice.
Halle Berry je upodobila superheroja Storma v filmski upodobitvi stripov Možje X (2000) ter kasneje zaigrala še v nadaljevanjih filma, Možje X 2 (2003) in Možje X: Zadnji spopad (2006). Leta 2001 je Halle Berry posnela prvi film, v katerem se je pojavila gola, in sicer film Operacija mečarica. Najprej ni želela snemati gola med sončenjem, vendar si je premislila, ko je podjetje Warner Brothers bistveno dvignilo njeno plačo. S tem, da se je pojavila gola v filmu, je zaslužila še 500.000 $ dodatnega zaslužka. Halle Berry je te podatke označila za govorice ter jih takoj zanikala. Potem, ko je zavrnila mnogo vlog v filmih, za katere bi morala posneti gole prizore, je povedala, da se je odločila posneti film Operacija mečarica izključno zato, ker jo je njen mož, Eric Benét, pri tem podpiral in spodbujal k temu, da je veliko tvegala.

### Mednarodni uspeh (2002–danes)
Kot Bondovo dekle Giacinta 'Jinx' Johnson iz filma iz leta 2002, 007 - Umri kdaj drugič je Halle Berry posnela že posneto sceno iz filma 007 - Dr. No, ki je izhajala iz surfanja, med katerim sta se pozdravila James Bond in Ursula Andress štirideset let prej. Lindy Hemming je vztrajala, da mora kot poklon nositi nož in bikini. Halle Berry je povedala, da je scena »takšna, da te kar poškropi,« »vznemerljiva,« »privlačna,« »provoaktivna« in »takšna, da me bo obdržala na trdnih tleh kljub temu, da sem dobila oskarja.« Scena, v kateri je nosila bikini, je bila posneta Cadizu, lokacija je bila v času snemanja po poročilih hladna in vetrovna, izdali pa so tudi slike Halle Berry, zavite v brisačo, saj se je želela izogniti prehladu. According to a ITV news poll, Jinx was voted the fourth toughest girl on screen of all time. Med snemanjem filma se je Halle Berry poškodovala, ko je snemala prizor sredi razbitin, v katerem je delček dima granate priletel v njeno oko. Delček so iz njenega očesa odstranili v trideset minut dolgi operaciji.
Ker je prejela oskarja, je Halle Berry dobila priložnost za to, da je imela večjo vlogo v filmu Možje X 2. Med intervjuji za promoviranje filma Možje X 2 je Halle Berry povedala, da v nadaljevanju filma ne bo zaigrala svojega lika (Storm), razen če bo imel njen lik večjo vlogo, ki bi bila primerljiva z vlogo v originalnih stripih.
Novembra 2003 je Halle Berry zaigrala v psihološkem trilerju Gothika z Robertom Downeyjem, Jr., med katerim si je zlomila roko. Downey bi jo moral zgrabiti za roko in jo zviti, vendar ji jo je zvil premočno. Snemanje je bilo ustavljeno za osem tednov. Film je po izidu postal srednje v Združenih državah Amerike, kjer je zaslužil 60 milijonov $; ko je izšel še v drugih državah, je zaslužil še dodatnih 80 milijonov $. Halle Berry se je pojavila v videospotu Limpa Bizkita za njegovo pesem »Behind Blue Eyes,« ki je bila del soundtracka zgorajomenjenega filma. Istega leta je pristala na prvem mestu FHM-jeve lestvice 100 najprivlačnejših žensk na svetu. Leta 2004 je Halle Berry zasedla četrto mesto seznama revije Empire, »100 najprivlačnejših filmskih zvezdnikov vseh časov.«
Halle Berry je zaslužila 12,5 milijonov dolarjev z vlogo Catwoman v filmu Catwoman, filmom, ki je sicer zaslužil 100 milijonov $; že v prvem tednu od izida je imel 17 milijonov $ dobička. Za svojo vlogo je bila leta 2005 nagrajena z nagrado nagrado zlata malina v kategoriji za »najslabšo igralko«. Pojavila se je na ceramoniji in to nagrado tudi osebno sprejela (s čimer je postala tretja oseba, druga igralka, ki je to zares naredila sama) s smislom za humor, dogodek pa je označila za izkušnjo »pravega trdega dna« zato, da bi »ostala na vrhu«. S tem ko je imela v eni roki oskarja, v drugi pa zlato malino, je dejala: »Nikoli si nisem mislila, da bom kdaj stala tukaj, v rokah pa držala zlato malino. Saj nisem nikoli hrepenela po tem, a vseeno hvala. Ko sem bila mlajša, mi je mama dejala, da če ne moreš biti dober poraženec, ni nobene možnosti, da boš postal dober zmagovalec.« Podjetje Sklad za živali je pohvalilo Halle Berry za sočutja do mačk in zaradi govoric, da ima doma Bengaljskega tigra iz snemanja filma Catwoman kot »domačega ljubljenčka.«
Halle Berry se je pojavila v ABC-jevem televizijskem filmu Their Eyes Were Watching God, ki ga je producirala Oprah Winfrey, upodobitvi istoimenskega romana Zore Neale Hurston, v katerem je Halle Berry upodobila Janie Crawford, žensko s prostim duhom, katere nekonvencionalni spolni običaji razburjajo sodobnike iz dvajsetih let dvajsetega stoletja v njihovi majhni skupnosti. Za ta televizijski film je Halle Berry prejela nominacijo za Emmyja. Med tem je posodila glas Cappy v animiranem filmu Roboti (2005).
V letu 2006 so se Halle Berry, Pierce Brosnan, Cindy Crawford, Jane Seymour, Dick Van Dyke, Tea Leoni in Daryl Hannah uspešno borili za utekočinjeni zemeljski plin v Cabrillo Portu ki je bil predlagan za obalne vode Malibuja. Halle Berry je dejala: »Skrbi me za zrak, ki ga dihamo, skrbi me za življenje pod vodo in ekosistem oceana.« Maja 2007 je guverner Arnold Schwarzenegger začel s projektom. Organizacija Hasty Pudding Theatricals ji je nadela naslov za Žensko leta v letu 2006.
Halle Berry je bila vpletena tudi v produkcijo mnogih filmskih in televizijskih projektov. Bila je producentka filma Introducing Dorothy Dandridge leta 1999 in filma Lackawanna Blues leta 2005. Halle Berry producirala tudi triler Popolni tujec z Bruceom Willisom, film Things We Lost in the Fire z Beniciom del Torom in pesem Class Act, ki je temeljil na resnični življenjski zgodbi učitelja, katerega učenci so mu pomagali bežati pred roko pravice. Leta 2009 je producirala tudi film Tulia, v katerem se je ponovno pojavila s svojim soigralcem iz filma Bal smrti, Billyjem Bobom Thorntonom.
Halle Berry je ena izmed najbolje plačanih igralk v Hollywoodu, saj v povprečju dobi 10 milijonov $ na film. Julija 2007 je pristala na seznamu revije In Touch »svetovno najbolj znanih igralcev čez štirideset let«. 3. aprila 2007 je dobila svojo zvezdo na Hollywood Walk of Fame pred teatrom Kodak Theatre na naslovu 6801 Hollywood Boulevard za svoj prispevek filmski industriji.
Halle Berry je mnogo let ostajala obraz podjetja Revlon ter služila tudi kot obraz podjetja Versace. Podjetje dišav Coty Inc. je podpisalo pogodbo s Halle Berry, kasneje pa je ta izdala tudi svojo prvo dišavo, marca 2008. Halle Berry je bila navdušena in povedala, da je dišavo ustvarila na domu. Plačali so ji 3-5 milijonov $, kar je bilo približno 5 % celotnega dobička.

## Zasebno življenje
Halle Berry je bila poročena dvakrat. Njen prvi zakon z igralcem bejzbola, Davidom Justiceom, ki se je začel malo po polnoči 1. januarja 1993. Par se je razšel leta 1996, njena ločitev pa je bila uradna leta 1997. David Justice je igral za moštvo Atlanta Braves in slavo izkusil v zgodnjih devetdesetih letih dvajsetega stoletja, ko je njegovo moštvo prišlo na oči javnosti. Par je menil, da je zelo zapleteno vzdrževati razmerje med tem, ko je ona snemala in on igral bejzbol na drugem koncu Združenih držav Amerike. Halle Berry je za javnost povedala, da je bila po razhodu z Davidom Justiceom tako potrta, da razmišljala o samomoru, vendar se ni morala sprijazniti z mislijo, da bi njeno truplo našla njena mama.
Njen drugi zakon je bil zakon z glasbenikom Ericom Benétom. Par se je spoznal leta 1997 in se poročil zgodaj leta 2001 na plaži Santa Barbare. Halle Berry je Erica Benéta kasneje pohvalila, ker ji je stal ob strani, ko je bila februarja leta 2000 vpletena v prometno nesrečo, v kateri je utrpela pretres možganov in zapustila prizorišče pred prihodom policistov. Nekateri mediji so se pritoževali, saj naj bi se nesreča naredila zaradi njene prehitre vožnje, ki je bila stvar prednostne obravnave; tri leta pred tem je imela podoben primer, vendar je takrat niso tožili. Nesreča je postala predmet raznih komedijantov. Halle Berry je nekaj časa opravljala javna dela, plačala globo in opravljala triletni pogojni vozniški izpit. Civilna tožba ni odšla na sodišče.
Par se je ločil leta 2003. Po ločitvi je Halle Berry povedala: »Želim si ljubezni in upam, da jo bom našla.« Med tem, ko je bila poročena z Ericom Benétom, je Halle Berry posvojila njegovo hčer, Indio. Ločitev je postala uradna leta 2005.
Halle Berry je bila žrtev nasilja med partnerjema, dandanes pa poskuša pomagati ostalim žrtvam s takšno izkušnjo. Leta 2005 je dejala: »Nasilje med partnerjema je nekaj, kar poznam že odkar sem bila otrok. Moja mama je bila žrtev tega. Zgodaj v svojem življenju sem sprejemala odločitve in izbirala moške, ki so me zlorabljali, saj sem to poznala že v otroštvu … Prvič, ko se mi je to zgodilo, sem vedela dovolj, da sem še naprej vztrajala.«
V novembru leta 2005 je Halle Berry pričela z razmerjem z francosko-kanadskim fotomodelom Gabrielom Aubryjem, ki je bil devet let mlajši od nje. Par se je spoznal na snemanju za podjetje Versace. Po pol leta razmerja je Halle Berry povedala: »Zelo sem srečna v svojem zasebnem življenju, kar je zame novost. Veste, nisem dekle, ki je imelo najboljša razmerja.«
Na neki točki se je Halle Berry odločila, da bo posvojila nekaj otrok, vendar je zaradi svoje izkušnje igranja mame v filmu Things We Lost In The Fire začela razmišljati o materinstvu. Po vztrajnem zanikanju govoric je septembra leta 2007 potrdila, da je v tretjem mesecu nosečnosti. 16. marca 2008 je v bolnišnici Cedars-Sinai Medical Center v Los Angelesu rodila deklico, ki jo je poimenovala Nahla Ariela Aubry. Nahla pomeni »čebelji med« v arabščini; Ariela je hebrejsko za »božji lev«. Halle Berry je najela osebnega stražarja potem, ko je s strani zasledovalca prejela rasistične grožnje njenemu novorojenemu dojenčku, ki je dejal, da bo njen otrok »sesekljan na stotine koščkov.«
Kasneje se je Halle Berry odločila, da se ne bo več poročila, saj je njeno partnersko življenje izpopolnjeno tudi brez zakona. Dejala je, da je upala, da bosta drugega otroka dobila takoj. Gabriel Aubry je za revijo In Touch povedal: »Rad bi, da bi Nahla postala sestrica že do leta 2009.«
30. aprila 2010 sta se Halle Berry in Gabriel Aubry ločila. Predstavniki javnosti Halle Berry so potrdili, da se je njuno razmerje končalo nekaj dni kasneje in povedali: »Ob nekem času sta se razšla, vendar ostajata prijatelja in predana starša njuni hčerki.« Preko družinskega odvetnika sta se pogodila za polovično skrbništvo, vendar je revija TMZ poročala, da to še ni končno. Vir naj bi jim povedal: »Lahko je bil kolikor toliko prijateljski razhod. Oba sta tako ali tako veliko potovala, torej sta bila prisiljena preživeti dolga obdobja ločena drug od drugega, vendar je Halle to zares prizadelo; zelo je ljubila Gabriela in menila je, da je našla pravega.«

## Javna podoba
Halle Berry je povedala, da je način, na katerega se ljudje odzvajo, ko izvejo za njeno narodnost, pogosto posledica ignorance. Na njeno samo-identifikacijo je zelo vplivala njena mama. V nekem intervjuju je povedala:
V mnogih pogovorih z mojo mamo, kjer je odgovorila na vsa moja vprašanja, je samo okrepila tisto, kar me je vedno učila. Rekla je, da čeprav sem pol črnka pol belka, bom bila v tej državi diskriminirana in obravnavana kot črnka. Ljudje ne bodo videli, da imam belo mamo, razen če bi imela na čelu napis. In, četudi večina ne bi bila takšna, bi veliko ljudi verjelo, da če imaš v sebi mililiter črnske krvi, si črne rase. Zato sem se torej odločila, da bom ljudem pustila, da me obravnavajo, kakor pač hočejo.
Med snemanjem televizijske oddaje Tonight Show with Jay Leno 19. oktobra 2007 je Halle Berry govorila o prikazani izkrivljeni podobni njenega obraza, glede česar je povedala: »Tukaj pa izgledam tako kot moja judovska sestrična!« Med spreminjanjem programa so komentarju dodali še zvok glasnega smejanja. Halle Berry je kasneje povedala: »Kar se je zares zgodilo je to, da sem bila pred snemanjem v zaodrju s tremi judovskimi dekleti, ki so delala zame. Ko smo si ogledovale slike, da bi videle, katere so trapaste, je ena izmed mojih judovskih prijateljic [glede slike z velikim nosom] dejala: 'Ta bi bila lahko tvoja judovska sestrična!' In, domnevam, to je bilo tisto sveže, kar sem imela v mislih in enostavno zletelo mi je iz ust. Vendar zares nisem želela nikogar užaliti. Res ne. Nikomur nisem želela ničesar slabega. – In šele po seriji sem dojela, da bi to lahko koga užalilo in Jayja sem prosila, da bi to izrezal iz posnetka, vendar ni.«
Halle Berry je sodelovala pri bankovski kampanji za Baracka Obamo v februarju 2008 in sicer pri zabavi, ki je obsegala skoraj 2000 hiš, s katerimi so vzpostavili stik preko mobilnega telefona, glede dela pa je povedala, da bo »zbirala papirnate skodelice s tal in tako jasno očistila pot.«
V oktobru 2008 so Halle Berry bralci revije Esquire Magazine imenovali za »najprivlačnejšo živo žensko,« o čemer je povedala: »Ne vem natančno, kaj to pomeni, ampak imam dvainštirideset let in pravkar sem imela dojenčka, torej vzamem.« V intervjuju z revijo Esquire je povedala:
Ste že slišali za tiste, ki pravijo, da so ženske same odgovorne za svoje orgazme? Vse je res in, v mojem primeru, sem zaradi tega odgovorna za nekaj prekleto dobrih orgazmov. Imam veliko boljše orgazme, kot sem jih imela, ko sem bila stara 22 let in moškemu ne bi dovolila, da kontrolira takšne reči. Nič več. Danes bi jih samo povabila k sodelovanju.

## Filmografija
| Leto | Naslov                        | Vloga                        | Opombe |
| ---- | ----------------------------- | ---------------------------- | --- |
| 1989 | Living Dolls                  | Emily Franklin               | TV (ukinjena po 13 epizodah) |
| 1991 | Amen                          | Claire                       | TV serija, epizoda: »Unforgettable« |
| 1991 | A Different World             | Jaclyn                       | TV serija, epizoda: »Love, Hillman-Style« |
| 1991 | They Came from Outer Space    | Rene                         | TV serija, epizoda: »Hair Today, Gone Tomorrow« |
| 1991 | Knots Landing                 | Debbie Porter                | TV (članica glavne igralske zasedbe 1991) |
| 1991 | Vročica džungle               | Vivian                       | Nominirana — Chicago Film Critics Association Award za najboljšo stransko igralko Nominirana — Chicago Film Critics Association Award za najbolj obljubljajočo igralko |
| 1991 | Strictly Business             | Natalie                      | |
| 1991 | The Last Boy Scout            | Cory                         | |
| 1992 | Boomerang                     | Angela Lewis                 | |
| 1993 | Alex Haley's Queen            | Kraljica                     | NAACP Image Award |
| 1993 | CB4                           | Ona                          | Cameo |
| 1993 | Očetovstvo                    | Kathleen Mercer              | |
| 1993 | The Program                   | Autumn Haley                 | |
| 1994 | Kremenčkovi                   | Sharon Stone                 | |
| 1995 | Solomon in Sheba              | Nikhaule/Queen Sheba         | Televizijski film |
| 1995 | Zbogom, sinko                 | Khaila Richards              | |
| 1996 | Kritična točka                | Jean                         | |
| 1996 | Race the Sun                  | Gospodična Sandra Beecher    | |
| 1996 | Girl 6                        |                              | Cameo |
| 1996 | The Rich Man's Wife           | Josie Potenza                | |
| 1997 | B*A*P*S                       | Nisi                         | |
| 1998 | The Wedding                   | Shelby Coles                 | TV |
| 1998 | Bulworth                      | Nina                         | |
| 1998 | Why Do Fools Fall in Love     | Zola Taylor                  | |
| 1999 | Introducing Dorothy Dandridge | Dorothy Dandridge            | Emmy za izstopajočo glavno igralko v miniseriji ali filmu Zlati globus za najboljšo igralko - Miniserija ali film Screen Actors Guild Award za izstopajoči nastop glavne igralke v miniseriji ali televizijskem filmu NAACP Image Award za izstopajočo igralko v miniseriji, televizijskem filmu ali dramatični specialki |
| 2000 | Možje X                       | Ororo Munroe/Storm           | |
| 2000 | Dobrodošli v Hollywoodu       |                              | Dokumentarni film |
| 2001 | Operacija mečarica            | Ginger Knowles               | NAACP Image Award, BET Award |
| 2001 | Bal smrti                     | Leticia Musgrove             | Academy Award za najboljšo igralko Black Reel Award za najboljšo igralko Chicago Film Critics Association Award za najboljšo igralko National Board of Review Award za najboljšo stransko igralko Phoenix Film Critics Society Award za najboljšo igralko Silver Bear za najboljšo igralko Screen Actors Guild Award za izstopajoči nastop ženske igralke v glavni vlogi Nominirana — BAFTA Award za najboljšo igralko v glavni vlogi Nominirana — London Film Critics Circle Award za najboljšo igralko Nominirana — Zlati globus za najboljšo igralko – Filmska drama Nominirana — MTV Movie Award za najboljši nastop - Ženski Nominirana — Satellite Award za najboljšo igralko - Filmska drama |
| 2002 | 007 - Umri kdaj drugič        | Giacinta 'Jinx' Johnson      | NAACP Image Award |
| 2003 | Možje X 2                     | Ororo Munroe/Storm           | |
| 2003 | Gothika                       | Miranda Grey                 | BET Award |
| 2004 | Catwoman                      | Patience Phillips / Catwoman | Zlata malina za najslabšo igralko |
| 2005 | Their Eyes Were Watching God  | Janie Starks                 | |
| 2005 | Roboti                        | Cappy                        | (Glas) |
| 2006 | Možje X: Zadnji spopad        | Ororo Munroe/Storm           | |
| 2007 | Popolni tujec                 | Rowena Price                 | |
| 2007 | Things We Lost in the Fire    | Audrey Burke                 | |
| 2009 | Frankie and Alice             | Frankie/Alice                | Končano |
| 2011 | Dark Tide                     | Kate Mathieson               | Post-produkcija |

## Nagrade in nominacije
| Leto | Nagrada                                     | Kategorija                                                                  | Film                          | Rezultat |
| ---- | ------------------------------------------- | --------------------------------------------------------------------------- | ----------------------------- | -------- |
| 1995 | NAACP Image Awards                          | Izstopajoča igralka v televizijskem filmu, miniseriji ali dramski specialki | Alex Haley's Queen            | Da       |
| 2000 | Emmy                                        | Najboljša igralka – Miniserija ali televizijski film                        | Introducing Dorothy Dandridge | Da       |
| 2000 | Zlati globus                                | Najboljša igralka – Miniserija ali televizijski film                        | Introducing Dorothy Dandridge | Da       |
| 2000 | Screen Actors Guild Awards                  | Najboljša igralka – Miniserija ali televizijski film                        | Introducing Dorothy Dandridge | Da       |
| 2000 | Black Reel Awards                           | Najboljša igralka v televizijskem filmu ali miniseriji                      | Introducing Dorothy Dandridge | Da       |
| 2000 | NAACP Image Awards                          | Izstopajoča igralka v televizijskem filmu, miniseriji ali dramski specialki | Introducing Dorothy Dandridge | Da       |
| 2001 | Oskar                                       | Najboljša igralka                                                           | Bal smrti                     | Da       |
| 2001 | Screen Actors Guild Awards                  | Najboljša igralka – Film                                                    | Bal smrti                     | Da       |
| 2001 | British Academy of Film and Television Arts | Najboljša glavna igralka                                                    | Bal smrti                     | Ne       |
| 2001 | Zlati globus                                | Najboljša igralka – Dramski film                                            | Bal smrti                     | Ne       |
| 2001 | NBR Award                                   | Najboljša igralka                                                           | Bal smrti                     | Da       |
| 2002 | Black Reel Awards                           | Najboljša igralka                                                           | Bal smrti                     | Da       |
| 2002 | NAACP Image Award                           | Izstopajoča igralka                                                         | Operacija mečarica            | Da       |
| 2002 | BET Awards                                  | Najboljša igralka                                                           |                               | Da       |
| 2003 | BET Awards                                  | Najboljša igralka                                                           |                               | Ne       |
| 2003 | NAACP Image Award                           | Izstopajoča stranska igralka                                                | 007 - Umri kdaj drugič        | Da       |
| 2003 | FHM-jev seznam 100. najprivlačnejših žensk  | Najprivlačnejša ženska na svetu                                             |                               | Da       |
| 2004 | NAACP Image Award                           | Izstopajoča igralka                                                         | Gothika                       | Ne       |
| 2004 | BET Awards                                  | Najboljša igralka                                                           |                               | Da       |
| 2004 | Zlata malina                                | Najslabša igralka                                                           | Catwoman                      | Da       |
| 2005 | BET Awards                                  | Najboljša igralka                                                           |                               | Ne       |
| 2005 | Emmy                                        | Izstopajoča glavna igralka – Miniserija ali film                            | Their Eyes Were Watching God  | Ne       |
| 2006 | NAACP Image Award                           | Izstopajoča stranska igralka – Televizijska serija                          | Their Eyes Were Watching God  | Ne       |
| 2007 | People's Choice Awards                      | Najljubši ženski akcijski heroj                                             | Možje X: Zadnji spopad        | Da       |
| 2008 | BET Awards                                  | Najboljša igralka                                                           |                               | Da       |
| 2009 | Spike Guys' Choice Awards                   | Najprivlačnejša oseba desetletja                                            |                               | Da       |